# Mabank
Mabank város az USA Texas államában, Kaufman megyében. Lakosainak száma 4050 fő (2020. április 1.).

## Népesség
A település népességének változása:

| 2010 | 3 035 |
| 2020 | 4 050 |